# Odvar Nordli
Odvar Nordli (Tangen, 3 november 1927 – Oslo, 9 januari 2018) was een politicus voor de  Arbeiderspartij van Noorwegen. Hij diende als premier van Noorwegen van 1976 tot 1981.
Na de Tweede Wereldoorlog diende Nordli bij de Noorse brigadegroep in Duitsland, een onderdeel van het naoorlogse geallieerde bezettingsleger in Duitsland. Hij was opgeleid als boekhouder en werkte in die sector tot 1961. Van 1951 tot 1963 was hij locoburgemeester van Stange. Van 1961 tot 1981 was hij lid van het Storting, het Noorse parlement, voor Hedmark.
Nordli werd in 1971 minister van lokaal bestuur in het eerste kabinet van Trygve Bratteli. Nordli werd zelf premier in 1976. Belangrijke dossiers in zijn regeerperiode waren het NAVO-dubbelbesluit en het conflict inzake het indammen van de Alta bij Kautokeino ten behoeve van een waterkrachtcentrale. Na een verkiezingsnederlaag in 1981 nam zijn regering ontslag. Van 1981 tot 1993 werd hij gouverneur van Hedmark. Hij was ook lid van het Noors Nobelcomité van 1985 tot 1993.
Na zijn pensionering publiceerde hij verschillende boeken.
- Bibsys: 90073230
- Gemeinsame Normdatei: 1150442573
- International Standard Name Identifier: 0000 0000 3002 9470
- KulturNav: d6602daa-d10e-4d06-adc9-a4d80342cd43
- Library of Congress Control Number: n79086012
- LIBRIS: 408149
- Système universitaire de documentation: 145346447
- Virtual International Authority File: 1291808
- WorldCat: E39PBJfhb3F7kPp6htxkFtYwYP